# Lay Your Love on Me (BWO-låt)
"Lay Your Love on Me" är en elektropoplåt skriven av Alexander Bard, Anders Hansson, Bobby Ljunggren och Henrik Wikström som framförs av gruppen BWO. Hösten 2007 blev låten uttagen som bidrag i Melodifestivalen 2008. BWO framförde den med startnummer ett, i tredje deltävlingen i Linköping den 23 februari 2008. Därifrån gick den vidare till finalen i Globen den 15 mars samma år. Väl där slutade bidraget på tredje plats.
"Lay Your Love on Me" släpptes som singel 2008 , och blev den första BWO-låten som nådde plats 1 på P3:s Trackslista. Under perioden 30 mars -4 maj 2008  låg melodin i sex veckor på Svensktoppen innan den lämnade listan , där den de två första veckorna låg på listans första plats. Låten blev nummer 32 på Trackslistans årslista för 2008.

## Listplaceringar
| Lista (2008) | Topplacering |
| ------------ | ------------ |
| Sverige      | 2            |